# Mikkelin Palloilijat
Mikkelin Palloilijat, förkortas MP, är en fotbollsklubb från S:t Michel i Savolax. 
Klubben bildades 1929 och hade tidigare, utöver fotboll, verksamhet i ishockey, volleyboll och bandy. I ishockey vann MP brons i finländska mästerskapet 1961. Sektionen slogs 1970 samman med lokalrivalen MiPK:s ishockeysektion och bildade Mikkelin Jukurit.
MP blev finska mästare i bandy 1968. Bandysektionen lades ned år 1977, trots att laget hade säkrat fortsatt spel i högsta serien inför säsongen 1977/1978.
Fotbollslaget har spelat många säsonger i Tipsligan, bland annat stadsderbyn mot MiPK, men återfinns numera i Ettan. Laget skulle egentligen ha spelat i Tvåan 2015 men flyttades upp till Ettan efter MyPas tvångsnedflyttning. Klubben har vunnit tre FM-silver (1970, 1972 och 1991), samt ett FM-brons (1990).

## Placering senaste säsonger
| Säsong | Nivå | Liga       | Placering | Referens | Notering |
| ------ | ---- | ---------- | --------- | -------- | -------- |
| 2020   | 2    | Ykkönen    | 7         | [ 1 ]    |          |
| 2021   | 2    | Ykkönen    | 9         | [ 2 ]    |          |
| 2022   | 2    | Ykkönen    | 8         | [ 3 ]    |          |
| 2023   | 2    | Ykkönen    | 3         | [ 4 ]    |          |
| 2024   | 2    | Ykkösliiga | 10        | [ 5 ]    |          |